# 昌·單多吉
昌德里卡佩尔萨德·單多吉（1959年2月3日—），简称昌·單多吉（荷蘭語：Chan Santokhi），蘇利南政治人物。自2020年7月以來擔任蘇利南第9任總統。

## 早年生涯
昌·單多吉出生於蘇利南瓦尼卡區的一個笃信印度教的印度裔蘇利南人家庭。他在農村長大，是一家九個孩子中最小的。 他的父親在首都巴拉馬利波的港口工作，母親在雷利多爾普當店員。
單多吉在巴拉馬利波的Algemene Middelbare學校獲得VWO文憑後，他獲得了前往荷蘭學習的獎學金。從1978年到1982年，他在位於阿佩爾多恩的荷蘭警察學院學習。學習結束後，他於1982年9月回到蘇里南，為警察工作。自23歲起，桑托基在蓋耶斯弗利特和瓦尼卡擔任警察督察，直到1989年被任命為國家刑事調查部門負責人。1991年，他被任命為警察局長。